# Titularbistum Capra
Capra ist ein Titularbistum der römisch-katholischen Kirche. 
Es geht zurück auf ein untergegangenes Bistum der gleichnamigen antiken Stadt in der römischen Provinz Mauretania Caesariensis im heutigen nördlichen Algerien.
| Titularbischöfe von Capra |                                                             |                                                                             |                   |                   |
| Nr.                       | Name                                                        | Amt                                                                         | vom               | bis zum           |
| 1                         | Alain Sauveur Ferdinand van Gaver MEP                       | Apostolischer Vikar von Nakhon-Ratchasima (Thailand)                        | 22. März 1965     | 18. Dezember 1965 |
| 2                         | José Floriberto Cornelis OSB Titularerzbischof pro hac vice | emeritierter Erzbischof von Lubumbashi (Demokratische Republik Kongo/Zaïre) | 13. April 1967    | 13. November 1974 |
| 3                         | Hieronymus Herculanus Bumbun OFMCap                         | Weihbischof in Pontianak (Indonesien)                                       | 19. Dezember 1975 | 26. Februar 1977  |
| 4                         | Anatole Milandou                                            | Weihbischof in Brazzaville (Republik Kongo)                                 | 22. Juli 1983     | 3. Oktober 1987   |
| 5                         | Camillus Archibong Etokudoh                                 | Weihbischof in Ikot Ekpene (Nigeria)                                        | 18. Januar 1988   | 1. September 1989 |
| 6                         | Joseph Shipandeni Shikongo OMI                              | Apostolischer Vikar von Rundu (Namibia)                                     | 14. März 1994     | 16. November 2020 |